# Hán Trung
Hán Trung là một địa cấp thị của tỉnh Thiểm Tây, Trung Quốc. Dân số năm 1994 của thành phố này là 200.000 người.

## Phân chia hành chính
Hán Trung được chia thành các huyện và quận sau:
- Quận Hán Đài
- Quận Nam Trịnh
- Huyện Lưu Bá
- Huyện Trấn Ba
- Huyện Thành Cố
- Huyện Dương
- Huyện Ninh Cường
- Huyện Phật Bình
- Huyện Miễn
- Huyện Tây Hương
- Huyện Lược Dương